# Johan 6. af Nassau-Dillenburg
Johan 6. greve af Nassau-Dillenburg, kaldt den Ældre, (på hollandsk: Jan de Oude) (født 22. november 1536 i Dillenburg, død 28. oktober 1606 i Dillenburg) var statholder i Gelderland fra 1578 til 1581. Fra 1559 regerede han Nassau-Dillenburg. 
Johan 6. stiftede Unionen i Utrecht i 1579. 
Johan 6. var søn af grev Vilhelm den Rige af Nassau-Dillenburg, bror til Vilhelm den Tavse og far til Ernst Casimir af Nassau-Diez. 